# Afterbach (Gemeinde Raxendorf)
Afterbach ist eine Ortschaft und eine Katastralgemeinde der Gemeinde Raxendorf im Bezirk Melk in Niederösterreich. Die Ortschaft hat 52 Einwohner (Stand 1. Jänner 2024).

## Geografie
Das Dorf nördlich von Raxendorf liegt an einem nach Südosten exponierten Hang. Das Dorfgemeinschaftshaus und die Ortsbücherei unterstreichen das intakte dörfliche Gemeinwesen. Am 1. April 2020 umfasste die Ortschaft 32 Adressen.

## Siedlungsentwicklung
Zum Jahreswechsel 1979/1980 befanden sich in der Katastralgemeinde Afterbach insgesamt 22 Bauflächen mit 8.603 m² und 46 Gärten auf 52.169 m², 1989/1990 gab es 22 Bauflächen. 1999/2000 war die Zahl der Bauflächen auf 53 angewachsen und 2009/2010 bestanden 39 Gebäude auf 55 Bauflächen.

## Geschichte
Im Jahr 1822 wurde der Ort als Dorf mit 13 Häusern vermerkt, das nach Raxendorf eingepfarrt war; auch die Kinder wurden in Raxendorf eingeschult. Die Ortsobrigkeit besaß die Herrschaft Emmersdorf, der auch die Konskription oblag. Die Landgerichtsbarkeit übte die Herrschaft Pöggstall aus. Laut Adressbuch von Österreich waren im Jahr 1938 in Afterbach ein Viehhändler und ein Weber ansässig.

## Bodennutzung
Die Katastralgemeinde ist landwirtschaftlich geprägt. 84 Hektar wurden zum Jahreswechsel 1979/1980 landwirtschaftlich genutzt und 69 Hektar waren forstwirtschaftlich geführte Waldflächen. 1999/2000 wurde auf 74 Hektar Landwirtschaft betrieben und 84 Hektar waren als forstwirtschaftlich genutzte Flächen ausgewiesen. Ende 2018 waren 69 Hektar als landwirtschaftliche Flächen genutzt und Forstwirtschaft wurde auf 85 Hektar betrieben. Die durchschnittliche Bodenklimazahl von Afterbach beträgt 20,1 (Stand 2010).

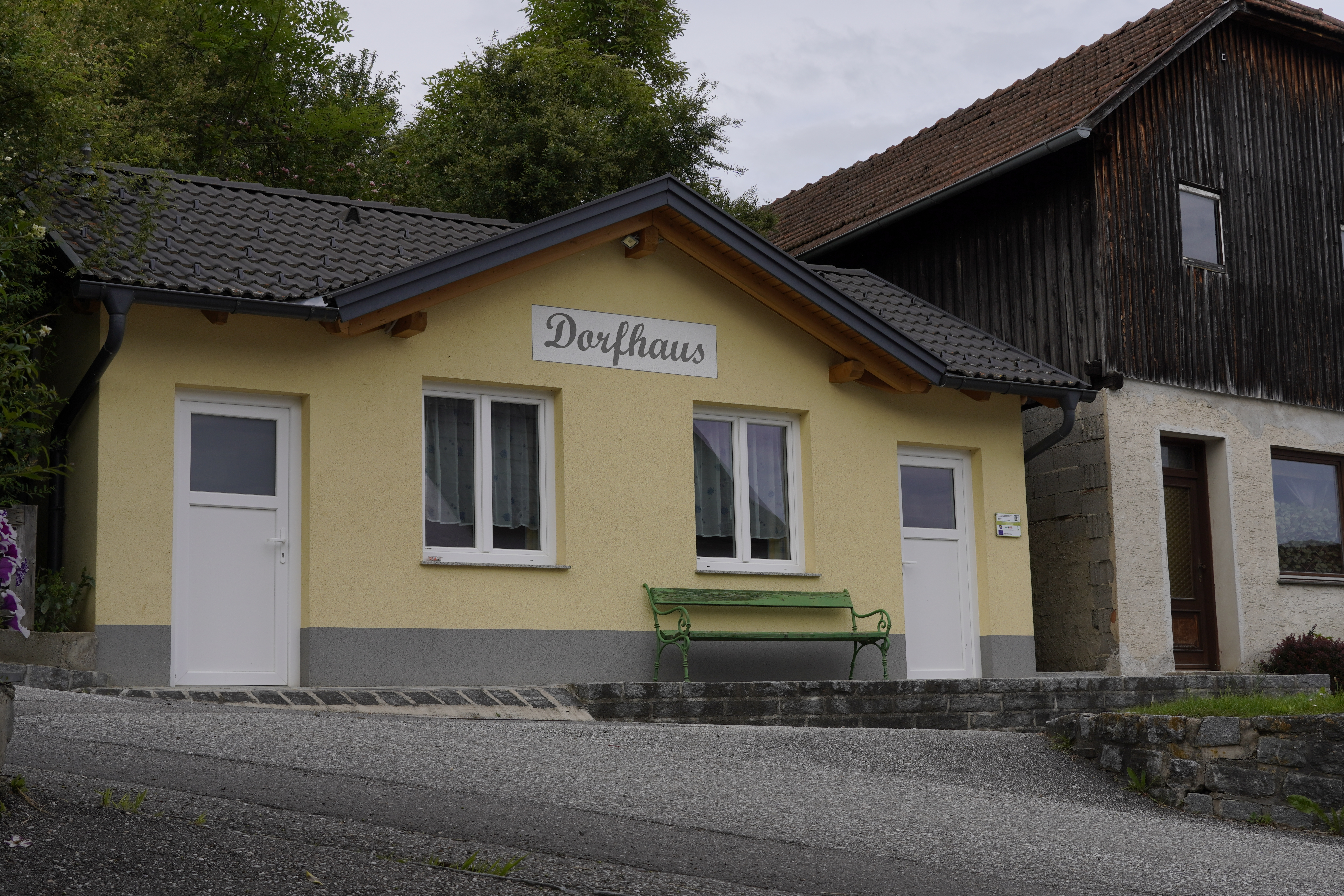
Dorfhaus von Afterbach
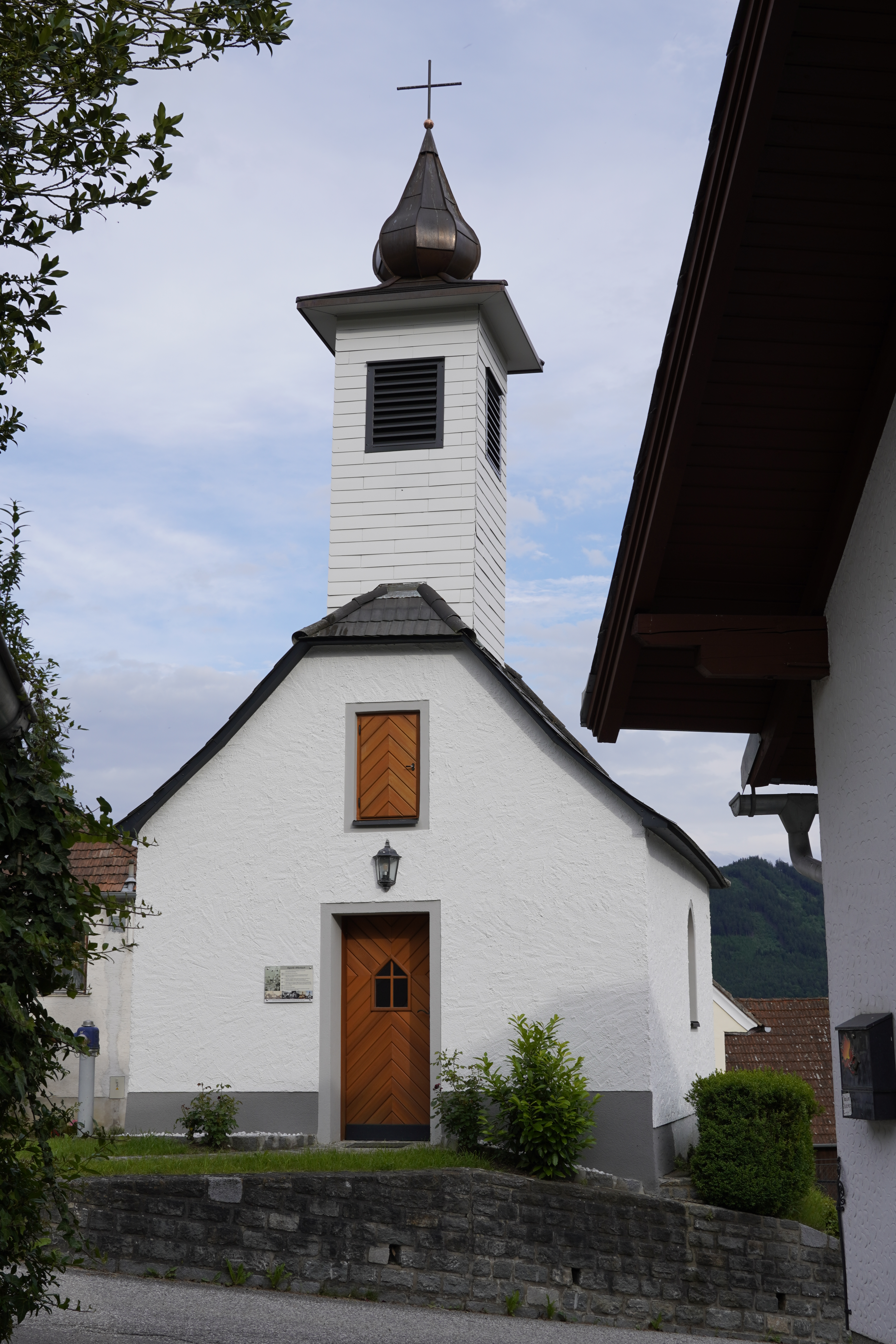
Vorderseite der Kapelle von Afterbach